# Hip Hop comédia
O Hip Hop comédia (também conhecido como Rap Irônico ou Rap meme) refere-se a um subgênero do Hop Hop que criado com a intenção de se tornar viral, e o comédia rap é um subgênero do hip hop nature comic, muitas vezes incorporando letras satíricas. O rap de comédia floresceu nos anos 80, quando o próprio hip-hop era mais leve do que nos anos 90 (quando o gangsta rap mantinha a música sombria). Houve algumas paródias de rap, como Chunky A de Arsenio Hall, mas a maioria do rap de comédia é uma combinação de hip-hop real e humor de rua. A natureza satírica de uma canção de rap irônico é muitas vezes intencionalmente deixada de fora de seu título, imagem de capa e/ou descrição, a fim de pegar os ouvintes de surpresa.
A comédia hip hop ou comédia rap é um subgênero do hip hop nature comic, muitas vezes incorporando letras satíricas.